# Bedre bygninger
|  | Denne artikel er oprettet af botten Steenthbot ud fra en ekstern database. Den kan derfor have sproglige fejl eller mangler. Denne skabelon kan fjernes efter kontrol af indholdet. |

Bedre bygninger er en dansk dokumentarfilm fra 1956.

## Handling
Landbrugets bygninger betragtes ud fra samme synsvinkel som bygninger til en fabrik. Eksempler på indretning af bygningerne med henblik på mekanisering af intern transport og andre arbejdslettende foranstaltninger.